# Municipio de Bacon
El municipio de Bacon (en inglés: Bacon Township) es un municipio ubicado en el condado de Vernon en el estado estadounidense de Misuri. En el año 2010 tenía una población de 669 habitantes y una densidad poblacional de 5,37 personas por km².

## Geografía
El municipio de Bacon se encuentra ubicado en las coordenadas 37°59′37″N 94°7′10″O / 37.99361, -94.11944. Según la Oficina del Censo de los Estados Unidos, el municipio tiene una superficie total de 124.67 km², de la cual 118,13 km² corresponden a tierra firme y (5,25 %) 6,54 km² es agua.

## Demografía
Según el censo de 2010, había 669 personas residiendo en el municipio de Bacon. La densidad de población era de 5,37 hab./km². De los 669 habitantes, el municipio de Bacon estaba compuesto por el 97,91 % blancos, el 1,64 % eran amerindios y el 0,45 % eran de una mezcla de razas. Del total de la población el 0,9 % eran hispanos o latinos de cualquier raza.